# Maguragrottan

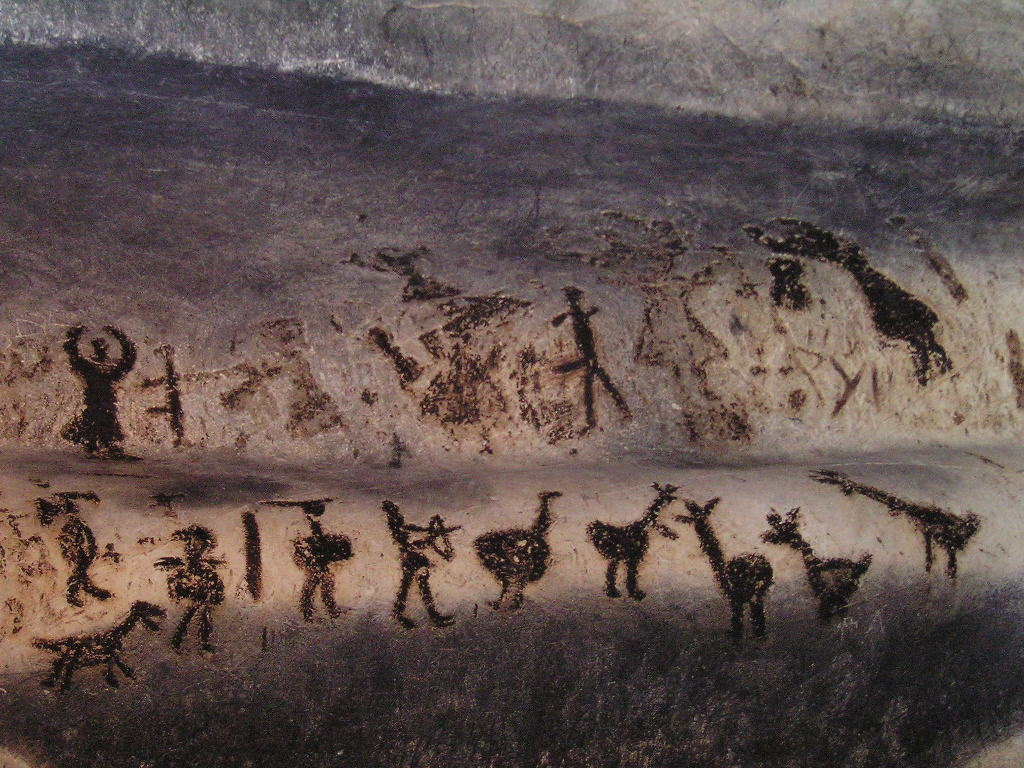
Målning i Maguragrottan.

Maguragrottan (Магурата) är en av Bulgariens mest kända och vackraste grottor. Den ligger i nordvästra Bulgarien nära byn Rabisha, 18 km från staden Belogradchik i regionen Vidin. Maguragrottans längd är 2,5 km. Den största inlandssjön i landet, Rabishasjön, ligger inte långt från grottan och hela regionen har förklarats naturligt landmärke. I ett av grottans gallerier produceras ett speciellt vin som närmast liknar vinerna i Champagne, Frankrike för dess unika mikroklimat som liknar den regionens. 
Stora mängder ben från olika förhistoriska arter som grottbjörn eller grotthyena har hittats i Maguragrottan. På grottans väggar kan man se grottmålningar från sen Mesolitikum, Neolitikum och tidig bronsålder. Målningarna avbildar religiösa ceremonier, gudomar och jaktscener och är unika för Balkanhalvön.

## Förslag till världsarv
Maguragrottan blev 1 oktober 1984 uppsatt på Bulgariens lista över förslag till världsarv, den så kallade "tentativa listan".